# Nenad Ban

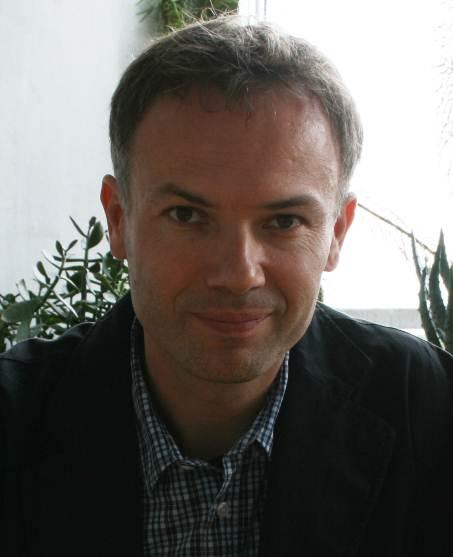
Nenad Ban (ca. 2016)

Nenad Ban (* 3. Mai 1966 in Zagreb) ist ein kroatischer Molekularbiologe an der ETH Zürich. Er hat Pionierarbeit in der Erforschung der Mechanismen der Genexpression und der beteiligten Proteinsynthesemaschinerie geleistet.

## Leben
Ban studierte von 1986 bis 1990 an der Universität Zagreb Molekularbiologie und Biochemie. Er erwarb 1994 bei Alexander McPherson an der University of California, Riverside einen Ph.D. in Biochemie. Als Postdoktorand arbeitete Ban beim späteren Nobelpreisträger Thomas A. Steitz an der Yale University.
Schon während der High School entwickelte er ein Interesse an der Erforschung der Mechanismen der Proteinbiosynthese, was ihn schließlich in das Labor von Zeljko Kucan und Ivana Weygand in Zagreb führte, wo er sich mit Aminoacyl-tRNA-Synthetasen beschäftige, den Enzymen, die tRNAs mit den passenden Aminosäuren beladen, welche wiederum am Ribosom zur Proteinbiosynthese eingesetzt werden.
Diese Interessen brachten ihn als Postdoktorand an die Abteilung für Molekulare Biophysik und Biochemie der Yale-Universität, in die Forschungsgruppe von Thomas A. Steitz, wo er die Röntgenkristallstruktur der großen ribosomalen Untereinheit löste und damit zeigte, dass Ribosomen Ribozyme sind.
Ban erhielt im Jahr 2000 eine Assistenzprofessur an der ETH Zürich; seit 2007 hat er ebendort eine ordentliche Professur für molekulare Strukturbiologie.
Seine Gruppe untersucht Mechanismen der Proteinbiosynthese und wie dieser zentrale zelluläre Prozess reguliert wird, wie Proteine co-translational gefaltet werden, wie sie co-translational modifiziert werden und wie sie in Membranen eingebracht werden und in verschiedene zelluläre Kompartimente sortiert werden.
Die Gruppe von Nenad Ban an der ETH Zürich deckte die Mechanismen hinter den Schlüsselschritten der zytoplasmatischen und mitochondrialen Translation in Eukaryonten auf, mit weitreichenden Auswirkungen auf zahlreiche Bereiche der Biologie, Chemie und Biomedizin.
Seine Gruppe trug auch zum Verständnis der riesigen multifunktionalen Enzyme bei, die an der Fettsäuresynthese beteiligt sind, und bot mechanistische Einblicke in das Weiterreichen und Zustellen der Substrate in solchen Megasynthasen. Beim Menschen gelten die Fettsäure-Synthasen (fatty acid synthases, FAS) mit ihren fünf enzymatisch wirksamen und zwei nicht enzymatischen Proteindomänen, 2.500 Aminosäuren und einem Molekulargewicht von etwa 540.000 Da als eines der Enzyme mit der höchsten Komplexität.
Ban ist mit Eilika Weber-Ban verheiratet, die Professorin an der ETH ist.

## Auszeichnungen (Auswahl)
- 2001 Newcomb Cleveland Prize für The Complete Atomic Structure of the Large Ribosomal Subunit at 2.4 Å Resolution (gemeinsam mit Poul Nissen, Jeffrey Hansen, Peter B. Moore und Thomas A. Steitz)[16][17]
- 2008 Mitglied der Deutschen Akademie der Naturforscher Leopoldina
- 2008 Mitglied der European Molecular Biology Organization (EMBO)
- 2008 Korrespondierendes Mitglied der Kroatischen Akademie der Wissenschaften und Künste[18]
- 2009 Rössler-Preis[19]
- 2010 Heinrich-Wieland-Preis[20]
- 2017 Ernst-Jung-Preis[21]
- 2018 Otto Naegeli-Preis[22]
- 2021 Mitglied der National Academy of Sciences (NAS)[23]
- 2024 Mitglied der American Academy of Arts and Sciences